# Snuff (singolo)
Snuff è un singolo del gruppo musicale statunitense Slipknot, pubblicato il 28 settembre 2009 come quinto estratto dal quarto album in studio All Hope Is Gone.

## Video musicale
Dalla canzone è stato tratto un video di circa 6 minuti diretto da Shawn Crahan e P.R. Brown, in cui compare anche l'attore Malcolm McDowell.

## Accoglienza
Snuff ha raggiunto il secondo posto della Mainstream Rock Airplay, sorpassando dunque Dead Memories (terzo posto) e diventando il singolo di maggior successo in classifica del gruppo.

## Tracce
Download digitale
1. Snuff – 4:36

CD promozionale (Europa)
1. Snuff (Radio Edit) – 4:11
2. Snuff (Album Edit) – 4:36

## Formazione
- (#0) Sid Wilson – giradischi
- (#1) Joey Jordison – batteria, percussioni
- (#2) Paul Gray – basso
- (#3) Chris Fehn – percussioni, cori
- (#4) Jim Root – chitarra
- (#5) Craig Jones – tastiera, campionatore
- (#6) Shawn Crahan – percussioni, cori
- (#7) Mick Thomson – chitarra
- (#8) Corey Taylor – voce

## Classifiche
| Classifica (2009)                | Posizione massima |
| -------------------------------- | ----------------- |
| Stati Uniti                      | 110               |
| Stati Uniti (alternative)        | 12                |
| Stati Uniti (mainstream rock)    | 2                 |
| Stati Uniti (rock & alternative) | 6                 |